# Teatro Torlonia
Il teatro Torlonia è un teatro di Roma sito nel parco di Villa Torlonia. Il teatro fu commissionato da Alessandro Raffaele Torlonia che progettò la costruzione del teatro ideandone un uso sia privato che pubblico.

## Storia
Una prima idea per la costruzione di un Teatro è attestata nello studio di Giuseppe Jappelli collocabile nel 1839 dove, nel progetto di Jappelli, appare nel luogo dove fu realizzato il teatro di Villa Torlonia la denominazione "Teatro ed Aranciera di Jappelli". Prima del progetto commissionato a Quintiliano Raimondi anche Giovan Battista Caretti aveva deciso di realizzare un teatro a pianta semicircolare. La costruzione del teatro sembra essere collegata al matrimonio di Alessandro Torlonia e Teresa Colonna avvenuto nel 1840 come attestano degli stemmi sul teatro di entrambi i casati. Tuttavia il teatro fu iniziato nel 1841 da Raimondi e terminato solamente nel 1871 per via di rallentamenti o addirittura furono interrotti dapprima per la morte dello stesso Raimondi del 1848 e poi per gravi problemi di salute di Teresa Colonna. La data di termine dei lavori è murata nel portico settentrionale e nell'arcoscenico che, verosimilmente una delle ultime parti ad essere ultimate. L'ultimazione del teatro accade all'incirca contemporaneamente ad altri avvenimenti felici per i coniugi Torlonia: nel 1872 si sposa la loro figlia Anna Maria e nel 1873, da questo matrimonio, nacque il loro erede, Giovanni junior. Susseguentemente, non si hanno notizie di inaugurazioni o di spettacoli immediatamente successivi al termine dei lavori. Il progetto originario di Raimondi prevedeva una gradonata lungo il lato del semicerchio esterno da utilizzare come teatro all'aperto, ciò nonostante furono costruite due serre per piante esotiche con stufe poste nel piano interrato. Raimondi sfruttò la pendenza del terreno per la costruzione dell'edificio facendo in modo che le due facciate si affacciassero su due livelli differenti, in basso la facciata meridionale e nella parte più alta quella settentrionale. Il teatro di Villa Torlonia è una celebrazione del "teatro di corte" degli inizi del XVII secolo ove all'impianto generale del "teatro all'italiana" viene aggiunto lo schema elaborato della Francia del XIX secolo, difatti, oltre alla grande sala teatrale vi erano due grandi sale laterali da utilizzare nelle varie pause che, grazie ad un sofisticato marchingegno potevano diventare un unico ambiente col palcoscenico. Sono molto scarse le notizie sugli utilizzi del teatro. Tuttavia, testimonianze del 1905 citano che vi si tenne una rappresentazione pubblica de Il profilo di Agrippina organizzata da Giovanni Torlonia junior. Dopo che il principe si ritirò alla Casina delle Civette e cedette l'uso della villa a Benito Mussolini il teatro versava già in uno stato di abbandono. In seguito vi furono arrecati altri danni dall'occupazione degli alleati.

### Il restauro e la nuova riapertura al pubblico

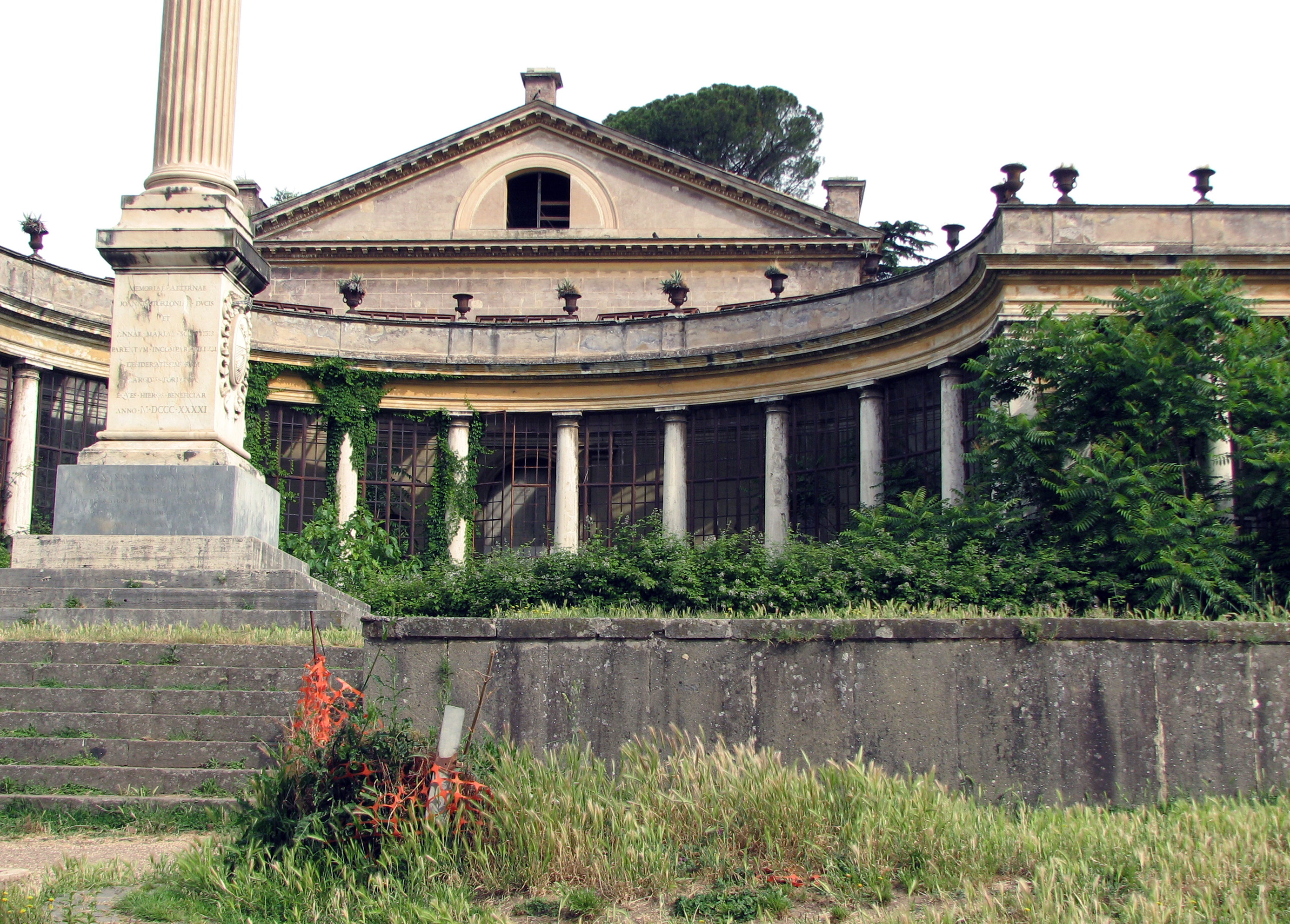
Veduta del teatro nel 2006, prima che venisse restaurato

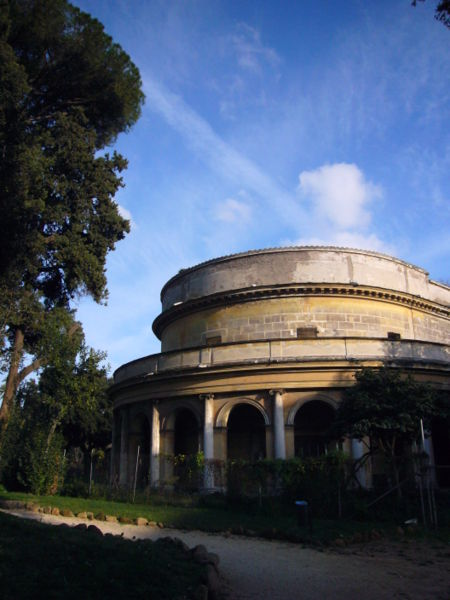
Vista del retro del teatro

Il teatro di Villa Torlonia è stato restaurato per via di un accordo tra il comune di Roma e Pirelli Cultura del gruppo Pirelli. I lavori sono stati curati dall'architetto Piercarlo Crachi, la società culturale gestita dal Gruppo Pirelli che ha avuto cura del teatro per i primi sei anni di attività per crearne un centro espositivo e teatrale. Dopo essere stati ripristinati tutti gli spazi interni e le numerose decorazioni il teatro è stato inaugurato e riaperto al pubblico il 7 dicembre 2013. Attualmente costituisce una delle tre sedi dell'Associazione Teatro di Roma, e ospita spettacoli della stagione che include anche il Teatro Argentina e il Teatro India.

## Descrizione

### L'esterno e le serre dell'esedra
La facciata settentrionale è rigorosamente accademica, mentre il prospetto principale è più innovativo, ove le serre sono ispirate ai nuovi edifici del Nord Europa. Sul parapetto della terrazza vi sono dei vasi in ghisa. Gli ingressi per il pubblico erano posti sul lato settentrionale, attorniato da un portico di forma semicircolare, cadenzato da cinque nicchie con altrettante porte che immettono nella prima galleria. Il lato meridionale è percorso da alcune strutture in ferro e vetro utilizzate come serre. I lati del teatro constano di archi con finestre in vetro, ferro e colonne in ordine tuscanico.

### L'interno
Primo vestibolo
È dipinto a grottesco ed è provvisto di lucernaio.
Sala Gotica
È con volta a schifo con dipinti monocromi in stile imitante il gotico. Negli interni vi sono dei dipinti con scene cavalleresche. Sopra le porte vi sono delle lunette che imitano il vetro. Al pavimento vi è un mosaico policromo.
Prima saletta di passaggio
La sala è dipinta in modo da sembrare una terrazza che poggia su delle colonne in stile corinzio con delle scanalature. La volta è a crociera e a figure grottesche con quattro riquadrature dipinte tra i quali uno viene ricondotto al "Ratto di Europa. Vi sono quattro putti di cui due rappresentano l'Autunno e l'Estate che provengono dalla collezione di Bartolomeo Cavaceppi ed originariamente posti nel Palazzo di Piazza Venezia ed attualmente posti su di elemento riproducente uno scoglio e sono distinguibili dai vari attributi che li caratterizzano. Nello studio di Cavaceppi vi erano i bozzetti in terracotta raffiguranti gli stessi soggetti realizzati da Camillo Rusconi nel XVII secolo utilizzati per le statuette in marmo siti nel Castello di Windsor in Inghilterra i bozzetti in terracotta di Rusconi attualmente sono siti al museo di Palazzo Venezia, invece i putti di Cavaceppi sono in marmo di Carrara con alcune modifiche rispetto ai modelli seicenteschi.
Prima Grande Galleria
È aperta verso l'esterno tramite una grande vetrata centinata anticamente usata come serra. La volta è dipinta dalle vivaci e catarifrangenti tonalità. Delle nicchie sulle pareti conservano delle coppie di statue in gesso raffiguranti personaggi mitologici. Al centro vi sono due colonne sottili in marmo antico sovrastate da capitelli compositi e da globi marmorei.
Primo salone Foyer
Il mosaico del pavimento è una copia ottocentesca ridotta del mosaico di Otricoli sito nei Musei Vaticani. Spicca nella stanza un grande camino in marmo bianco con gli stemmi dei Torlonia e dei Colonna. Le pareti erano anticamente arredate da una specchiera, mentre la zona alta della volta era decorata a tempera con motivi a finte architetture, allegorici e grotteschi. In alcune lunette poste entro complessi motivi architettonici sono raffigurate scene della guerra di Troia tratte dall'Iliade, tra cui sono degne di menzione:
- L'incontro tra Paride ed Elena;[1]
- Il Giudizio di Paride;[1]
- Cassandra ed Aiace Oileo[1]
- Il quarto riquadro è andato irrimediabilmente rovinato per essere identificato.[1]

Primo salottino ottagonale
All'interno vi è un gruppo scultoreo di Joseph-Charles Marin, interpretato da Massafra come Madonna con Bambino, e da Imbellone con Agar e Ismaele; lungo le pareti vi sono delle strutture lignee per la biblioteca teatrale dei Torlonia. Le pareti sono decorate alla maniera di vasi antichi greci con figure nere su sfondo rosso.
Prima Galleria Piccola
Al suo interno vi sono quattro nicchie con le statue di Dante, Beatrice, Torquato Tasso e Eleonora. Nella volta vi sono dei dipinti a grottesco, delle allegorie femminili e delle raffigurazioni dei continenti. Nelle strombature delle porte vi sono delle decorazioni fitomorfe e zoomorfe pitturate ad olio. Nella zona alta vi sono 24 tondi realizzati da Pietro Galli con delle raffigurazioni dell'Iliade copie di quelli esposti al Palazzo di Piazza Venezia. L'ingresso è dipinto in modo da sembrare un ricco drappeggio.
Secondo vestibolo
È tutto ricoperto di pitture richiamanti le pitture su vasi in stile di Corinto.
Sala Moresca
È dipinta con colori vivaci e catarifrangenti che spaziano dal verde al blu ed all'oro che imitano un'architettura con volta a padiglione. Nel pavimento è sito un mosaico di abbozzata fattura rappresentante una scena sacrificale.
Seconda saletta di passaggio
È simile alla prima saletta. Consta di altri due putti raffiguranti questa volta la Primavera e l'Inverno. Sulla parete di fondo è raffigurata una finta architettura monocroma con un loggiato, delle nicchie e lo stemma di famiglia. Completano il piccolo salotto una scalinata ed una griglia in ghisa.
Seconda Grande Galleria
Delle decorazioni in tinta unica rappresentano un soffitto a cassettoni. Come per la prima grande galleria, anche in questa vi sono delle nicchie con alcune coppie di statue raffiguranti delle personalità mitologiche con, al centro, due colonne marmoree.
Secondo Salone Foyer
Al centro del pavimento vi è un grande mosaico con il Rapimento di Europa. Delle lunette raffigurano il trionfo delle incarnazioni delle Stagioni.
Secondo Salottino Ottagonale
Questa sala consta al centro di una statua in marmo raffigurante Marco Aurelio di Bartolomeo Cavaceppi, copia più piccola di quella sita al Campidoglio. Le pareti constano di decorazioni molto rovinate a grottesco ed in stile pompeiano.
Seconda Galleria Piccola
In quattro nicchie vi sono le statue di Petrarca, Laura, Ariosto ed Alessandra. Sulle strombature delle porte vi sono raffigurate, mediante pittura a olio, delle divinità maschili e femminili entro uno sfondo di ruderi.
Scale
Sono molto elaborate. I gradini sono in marmo e le ringhiere in bronzo dorato, simili a quelle di Filippo Ghirlanda site nel Casino Nobile e collegano il seminterrato, ove era l'alloggio per gli attori, alla Galleria superiore. Nei vari pianerottoli sono posti gli stemmi dei due coniugi Torlonia.
Palcoscenico
È a forma di ferro di cavallo con due ordini di palchi, la platea è praticamente unita al boccascena dato che è privo di buca per l'orchestra. Nonché vi sono varie botole per apparizioni improvvise e scherzi. Il palcoscenico è leggermente inclinato per una migliore visione. Nel sottopalco vi sono macchine di scena. Dell'apparato decorativo del palcoscenico e delle gallerie non è giunta traccia fino a noi delle indicazioni dell'autore. Il palcoscenico, tuttavia è decorato nella volta con dei riquadri dipinti raffigurano Apollo e le Dodici Ore. Ai lati del palcoscenico sono dipinte delle architetture che imitano dei palchi ornati. La zona di fondo è apribile verso il parco della villa ed è dipinta ad imitazione di architetture, tendaggi e nicchie con statue.
I tre ordini di Gallerie
Il soffitto è raffigurato con delle figurette danzanti e delle maschere teatrali entro scomparti in stucco bianco e dorato.
Arcoscenico
Vi sono dipinte le allegorie della Fama accanto allo stemma dei Torlonia, erme di uomini illustri e una scritta dell'anno del completamento del teatro (1874).